# Scène mythologique
Scène mythologique est une peinture à l'huile sur toile (163,83 × 145,42 cm) réalisée par le peintre italien de l'École de Ferrare Dosso Dossi, datable d'environ 1524 et conservée au J. Paul Getty Museum de Los Angeles.

## Description et style
L'œuvre est une allégorie mythologique complexe, avec de nombreux indices encore inexpliqués. Dans un paysage lumineux, près d'un citronnier, une jeune fille nue dort sur un lit de fleurs recouvert d'un drap bleu foncé. À proximité, une amphore est renversée et un livre est partiellement recouvert par le tissu. Derrière elle s'approche une jeune fille en vert, vêtue d'un tissu rouge sur ses épaules gonflé par le vent. Une vieille femme est assise, faisant un geste en levant les mains comme pour invoquer le silence, afin que la jeune fille ne se réveille pas.
La femme endormie pourrait être la nymphe Écho, aimée de Pan. La femme âgée est peut-être Gaïa, tandis que l'autre figure féminine, probablement une déesse, est difficile à interpréter, d'autant plus que Dosso l'avait recouverte en prolongeant le paysage, si bien qu'elle n'a été retrouvée qu'au XIXe siècle.
Pan est derrière, avec les pattes d'un bouc (car c'est un satyre) et la flûte appuyée près du tronc ; il est le seul personnage identifiable avec certitude dans le tableau. Au-dessus, dans le ciel clair, un groupe de cinq amours tirent leurs flèches, rappelant ceux du Triomphe de Galatée de Raphaël mais rassemblés en toute liberté.
Le paysage idyllique, qui s'estompe au loin dans des tons bleus à cause de la brume, est un hommage à Giorgione, un des maîtres de Dosso Dossi.
Outre l'interprétation littéraire ou mythologique, le tableau se distingue par la fraîcheur et la richesse de la composition, la beauté des sujets individuels, en particulier la jeune fille allongée, hommage à la Vénus endormie, les couleurs éblouissantes et la charge vitale des figures.
Des indices indiquent que le tableau a été coupé d'environ 15 centimètres sur la gauche, peut-être pour l'adapter à la forme d'un encadrement : en effet, le bras d'un sixième putto apparaît en haut à gauche. Des radiographies ont également révélé un homme caché en bas à gauche du paysage et plusieurs repentirs, dont une armure et une épée accrochées à l'arbre, un violoncelle à côté de la femme au châle rouge, et le regard baissé de la femme âgée. 